# Xerinae
Los xerinos (Xerinae) son una subfamilia de roedores esciuromorfos de la familia Sciuridae.

## Tribus
Se han descrito las siguientes tribus:
- Xerini, Osborn,1910
- Protoxerini, Moore, 1959.
- Marmotini, Pocock, 1923.